# Oliarus geniculata
Oliarus geniculata är en insektsart som beskrevs av Stsl 1870. Oliarus geniculata ingår i släktet Oliarus och familjen kilstritar.
Artens utbredningsområde är Filippinerna. Inga underarter finns listade i Catalogue of Life.